# Natalia Paprocka
Natalia Paprocka – polska filolog, dr hab. nauk humanistycznych, profesorka Instytutu Filologii Romańskiej Wydziału Filologicznego Uniwersytetu Wrocławskiego.

## Życiorys
W 2001 ukończyła studia w zakresie filologii romańskiej na Uniwersytecie Wrocławskim, natomiast 12 lipca 2005 obroniła pracę doktorską Błędy w przekładzie tekstów użytkowych z francuskiego na polski – identyfikacja, ocena, zapobieganie, otrzymując doktorat, a 26 lutego 2019 habilitowała się na podstawie oceny dorobku naukowego i pracy zatytułowanej Sto lat przekładu dla dzieci i młodzieży w Polsce.
W 2021 roku została zatrudniona na stanowisku profesora w Instytucie Filologii Romańskiej na Wydziale Filologicznym Uniwersytetu Wrocławskiego. Od 2024 roku pełni obowiązki prodziekana ds. jakości kształcenia Wydziału Neofilologii Uniwersytetu Wrocławskiego.

## Publikacje
- Les erreurs relatives engendrées par les éléments culturels dans les traductions de textes pragmatiques français réalisées par des étudiants polonais[1]
- Między hybrydą a błędem – obcość w przekładach instrukcji obsługi[1]
- 2010: La recette de cuisine en quatre langues: une étude contrastive, Des mots et du texte aux conceptions de description linguistique, red. Anna Dutka-Mańkowska, Teresa Giermek-Zielińska[1]
- 2010: La littérature pour jeunes lecteurs: problèmes terminologiques liés au nom du domaine en polonais et en français[1]
- 2012: Elementy perytekstu nieautorskiego w polskich wydaniach Małego Księcia[1]